# Morgan Ferm

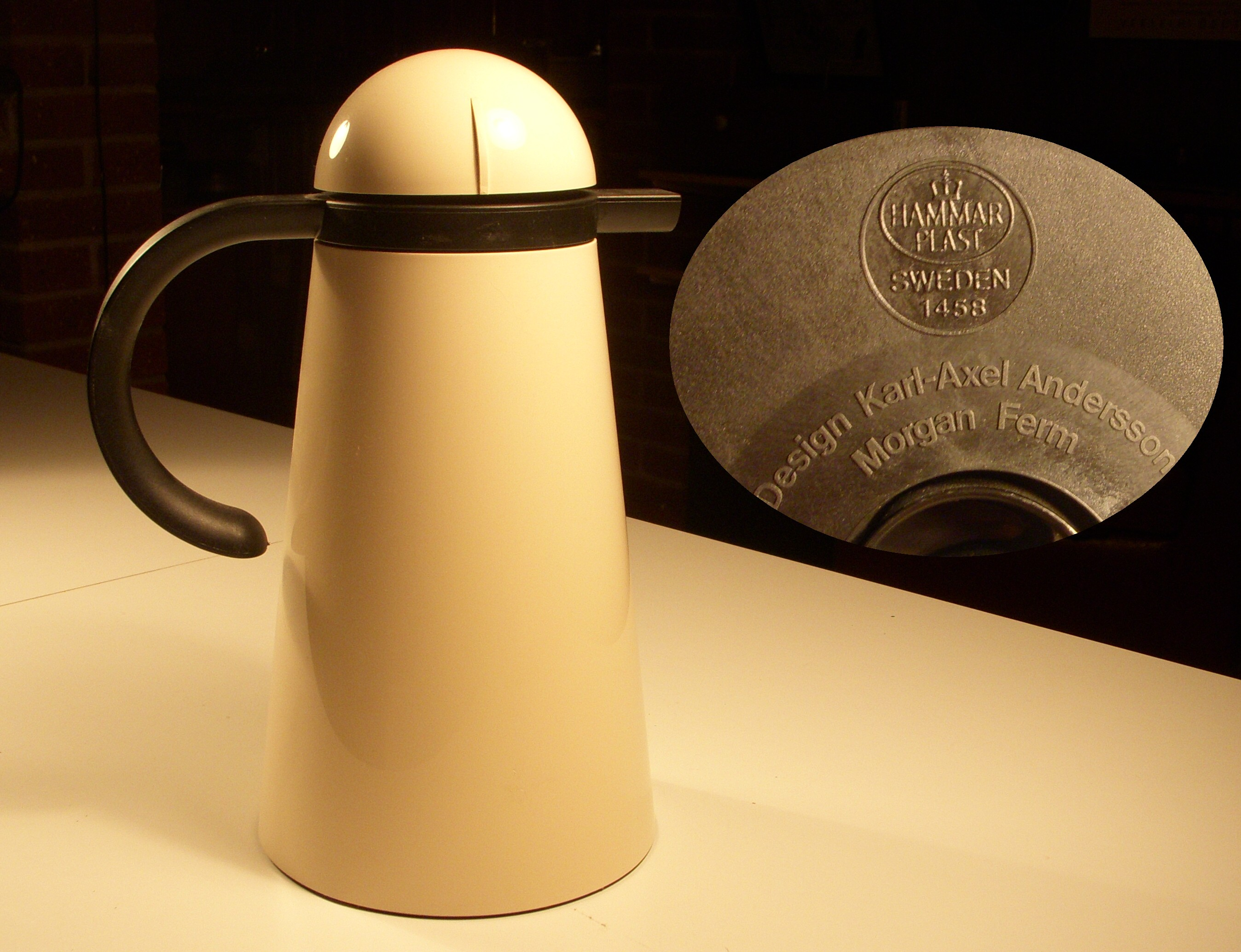
Termoskanna för Hammarplast (tillsammans med Karl-Axel Andersson)

Morgan Hans Olof Ferm, född 7 augusti 1952, är en svensk industriformgivare.  Han är mest känd för sina rullatorer som producerats av Etac. Under 1980-talet designade han köksredskap och skapade bland annat tillsammans med Karl-Axel Andersson kaffetermosen Art-kannan. Han är verksam i Höganäs med sitt företag Morgan Ferm Design.
Ferm finns representerad vid bland annat Nationalmuseum i Stockholm, Röhsska museet